# Dendrobium informe
Dendrobium informe är en orkidéart som beskrevs av Johannes Jacobus Smith. Dendrobium informe ingår i släktet Dendrobium, och familjen orkidéer. Inga underarter finns listade i Catalogue of Life.